# Jaloliddin Masharipov
Jaloliddin Qadomboy oʻgʻli Masharipov (ur. 1 września 1993 w tumanie Urgencz) – uzbecki piłkarz występujący na pozycji napastnika w drużynie Al-Nassr oraz reprezentacji Uzbekistanu.

## Kariera klubowa
Masharipov w latach 2013-2021 grał w Paxtakorze Taszkent. Zdobył z tym klubem dwukrotnie mistrzostwo Uzbekistanu. Jedyny sezon, w którym grał dla innego klubu niż Paxtakor, to sezon 2017, kiedy to został wypożyczony do Lokomotivu Taszkent. Zdobył wtedy razem z nimi mistrzostwo kraju.
26 grudnia 2020 podpisał kontrakt z saudyjskim Al-Nassr, a w styczniu 2021 został wypożyczony do końca sezonu do Shabab Al-Ahli Dubaj.

## Kariera reprezentacyjna
Masharipov zadebiutował w reprezentacji Uzbekistanu 24 lipca 2016 roku w wygranym spotkaniu 2-1 z reprezentacją Iraku. Znalazł się w kadrze Uzbekistanu na Puchar Azji 2019. Rozegrał na tym turnieju 3 spotkania, a w meczu przeciwko reprezentacji Turkmenistanu strzelił swoją pierwszą bramkę w narodowych barwach.
Stan na 2 lutego 2019
| Reprezentacja | Rok     | Mecze | Bramki |
| ------------- | ------- | ----- | ------ |
| Uzbekistan    | 2016    | 4     | 0      |
| Uzbekistan    | 2017    | 5     | 0      |
| Uzbekistan    | 2018    | 4     | 0      |
| Uzbekistan    | 2019    | 3     | 1      |
| Ogólnie       | Ogólnie | 16    | 1      |